# Ringelblume
Die Ringelblume (Calendula officinalis), auch Garten-Ringelblume, ist eine Pflanzenart aus der Familie der Korbblütler (Asteraceae). Pflanzenteile werden in der Heilkunde verwendet.

## Beschreibung

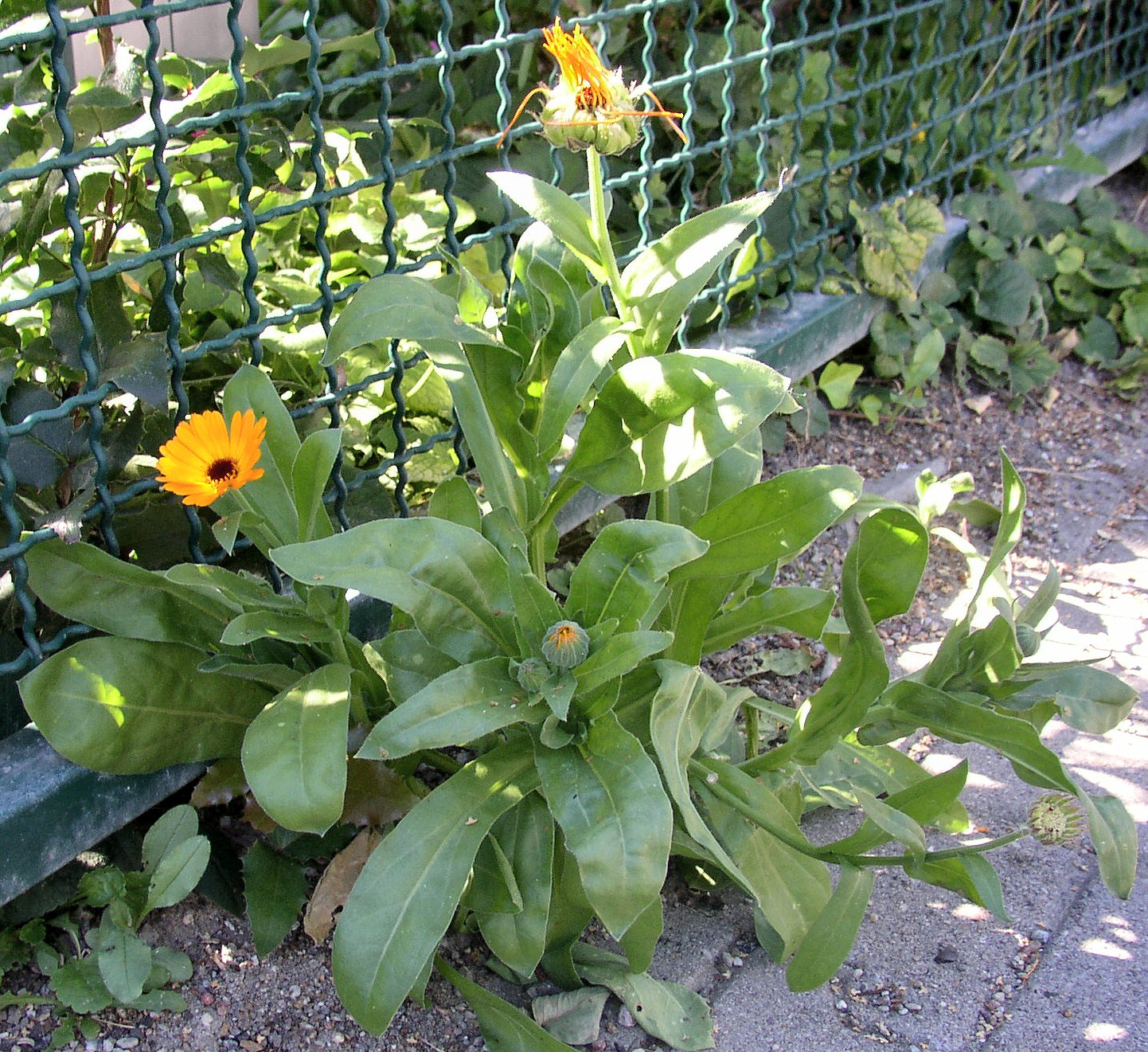
Habitus

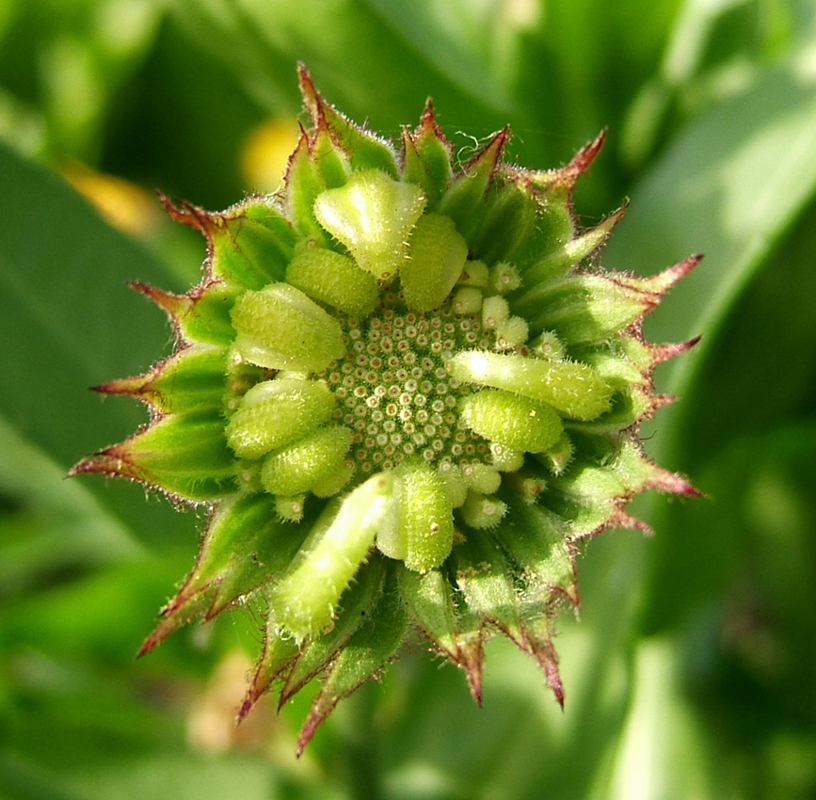
Junger Fruchtstand

### Vegetative Merkmale
Die Ringelblume ist eine einjährige krautige Pflanze, seltener wächst sie einjährig überwinternd oder zweijährig und erreicht meist Wuchshöhen von 30 bis 50, selten bis 70 Zentimeter. Die Wurzel ist spindelförmig und faserreich. Der aufrechte, wenig oder lediglich im oberen Bereich verzweigte Stängel ist kantig und kurzflaumig behaart und bis oben beblättert. Die Laubblätter sind ungestielt; nur die untersten sind stielartig verschmälert. Die oberen Blätter sind mit abgestutztem oder herzförmigen Grund sitzend. Die einfache Blattspreite ist behaart, ganzrandig, und von länglich lanzettlicher bis verkehrt-eiförmiger Form. Ihre Farbe ist mittel- bis hellgrün, sie sind 3 bis 12 (selten bis 18) cm lang und 1 bis 3 (selten bis 6) Zentimeter breit.

### Generative Merkmale
Die Blütezeit dauert von Juni bis Oktober, ein Blütenkorb blüht meist vier bis fünf Tage lang. Die Blütenkörbe stehen einzeln an beblätterten, langen Blütenstandsstielen und haben einen Durchmesser von bis zu 4 Zentimeter. Die 12 bis über 40 Hüllblätter sind 10 bis 12 Millimeter lang, sie sind lanzettlich, pfrimlich zugespitzt und mit Wimpern behaart. Am Blütenkorbrand stehen (selten 30 bis) 60 bis über 150 weibliche, fruchtbare Zungenblüten von dottergelber bis orangegelber Farbe. Sie sind 15 bis 30 Millimeter lang.  Im Inneren der Körbe stehen 30 bis 50 (bis selten über 100) funktionell männliche Röhrenblüten.
Aus den Zungenblüten entwickeln sich die 9 bis 15 (selten bis über 25) Millimeter langen, einsamigen Achänen (Schließfrüchte). Die Achänen sind teilweise geflügelt, sichelförmig, gekrümmt bis geringelt, fast alle kahnförmig und am Rücken kurzstachelig und gaben der Pflanze ihren Namen. Die Ringelblume ist heterokarp: es gibt Kahn-, Ringel- und Hakenfrüchte, die sich in der Art ihrer Ausbreitung unterscheiden: Sie erfolgt durch Haftung an Tieren (Epizoochorie), durch Wind (Anemochorie), oder durch Nahrungseintrag der Ameisen (Myrmekochorie, Mundwanderung; Stomatochorie).
Die Chromosomenzahl beträgt 2n = 28, 32 oder 36.

## Inhaltsstoffe
Die pharmazeutisch bedeutsamen Inhaltsstoffe der Blüten sind die Flavonoide, vor allem Quercetin- und Isorhamnetinglycoside, deren Konzentration bis 1 % beträgt. Triterpensaponine sind mit 2 bis 10 % vertreten, Carotinoide mit bis zu 3 % und Polysaccharide mit rund 15 %. Ätherische Öle sind mit 0,2 bis 0,3 % gering vertreten, sie bestehen vor allem aus Sesquiterpenen wie Cadinol und Jonon.
Die Achänen, Früchte enthalten bis zu 25 % Fett, 20 bis 60 % der darin enthaltenen Fettsäuren ist die ansonsten selten vorkommende Calendulasäure.

## Vorkommen
Die genaue Herkunft der Ringelblume ist unbekannt, wird jedoch im Mittelmeerraum vermutet. Sie wird weit verbreitet kultiviert und kommt verwildert in ganz Europa vor. In Mitteleuropa ist sie eine Adventivpflanze, jedoch nicht eingebürgert. Sie verwildert leicht, jedoch nur unbeständig. In Mitteleuropa wächst sie auf Schutt und nährstoffreichen Lockerböden in der collinen bis montanen Höhenstufe. Angebaut kommt sie im Kanton Uri bis 1420 Meter, in Tirol am Reschenpass bis 1500 Meter Meereshöhe vor.
Die ökologischen Zeigerwerte nach Landolt et al. 2010 sind in der Schweiz: Feuchtezahl F = 2+ (frisch), Lichtzahl L = 4 (hell), Reaktionszahl R = 3 (schwach sauer bis neutral), Temperaturzahl T = 4+ (warm-kollin), Nährstoffzahl N = 4 (nährstoffreich), Kontinentalitätszahl K = 3 (subozeanisch bis subkontinental).

## Ökologie
Bestäuber sind Bienen, Hummeln und Schwebfliegen. Es kommt jedoch oft Selbstbestäubung vor.

### Krankheiten und Herbivore
Im Anbau sind als pilzliche Krankheitserreger Alternaria calendulae, Cercospora calendulae und Entyloma calendulae von Bedeutung, die die Blätter schädigen. Der Echte Mehltau kann zu großen Ertragsausfällen führen. Blattläuse (Aphis fabae, Myzus persicae) verursachen Saugschäden an den Triebspitzen und übertragen Viren.

## Anbau
Die Ringelblume wird vor allem in Deutschland und den Niederlanden angebaut, weitere Anbaugebiete sind Ägypten, Ungarn, Polen und die Balkanländer. Angebaut werden vor allem gefüllte Sorten. An den Standort stellt sie keine besonderen Ansprüche, am besten gedeiht sie auf gut versorgten Lehmböden. Zu starke Stickstoffdüngung oder Mangel an Phosphor und Kalium führen zu vermindertem Blütenansatz. Die Ernte erfolgt händisch oder maschinell mit Pflückmaschinen, wobei es mehrere Erntedurchgänge gibt. Die Körbchen werden bei Lufttemperatur oder bis 45 °C getrocknet und gerebelt, Blüten als Schmuckdrogen bei 80 °C, um die Farbe zu erhalten. Die Ernteerträge liegen bei 0,9 bis 1,5 Tonnen Zungenblüten pro Hektar.

## Nutzung
In der EU ist die medizinische Anwendung der Ringelblume durch den Ausschuss für pflanzliche Arzneimittel (engl. Committee on Herbal Medicinal Products, kurz HMPC) der europäischen Arzneimittel-Agentur (engl. European Medicines Agency, kurz EMA) geregelt. Laut der HMPC ist eine medizinische Wirkung anhand von Studien nicht ausreichend belegt, jedoch wird die Pflanze auf Grund langer traditioneller Nutzung als nicht-gesundheitsschädlich eingestuft. Vor einer Nutzung bei bestehender Allergie gegen Pflanzen der Familie Asteraceae (Korbblütler) wird gewarnt.
In der Lebensmittelindustrie wird die Ringelblume als Farbstoff eingesetzt, unter anderem bei Käse und Butter. In Teemischungen dient sie als Schmuckdroge. In der Vergangenheit diente sie zum Verfälschen von Safran.
In der Naturheilkunde werden die getrockneten ganzen oder zerkleinerten Blütenkörbchen und die getrockneten Zungenblüten verwendet. Verabreicht werden sie in Form von Teeaufgüssen, wässrigen Auszügen, Tinkturen, Extrakten und Salben. Präparate werden zur äußerlichen Anwendung bei Hautentzündungen, zur Wundheilung, bei Quetschungen, Furunkeln und Ausschlägen angeboten. Bei Magen- und Darmgeschwüren und bei Menstruationsbeschwerden werden sie innerlich angewendet. Des Weiteren wird sie gerne als Schmuckdroge Tees zugesetzt.
In der Volksmedizin gilt die Ringelblume als Diaphoretikum, Diuretikum, Antispasmodikum, Antihelminthikum, Emmenagogum und wurde gegen Leberleiden eingesetzt.
Die Ringelblume wird gerne in Bauerngärten angepflanzt. Ebenso eignet sie sich als Schnittblume. Sie ist seit ca. dem 12. Jahrhundert in Kultur. Es wurden u. a. auch halb- oder ganz gefüllte Sorten gezüchtet. Beispiel für eine gefüllte Sorte ist die Sorte „Fiesta Gitana“.

Bilder
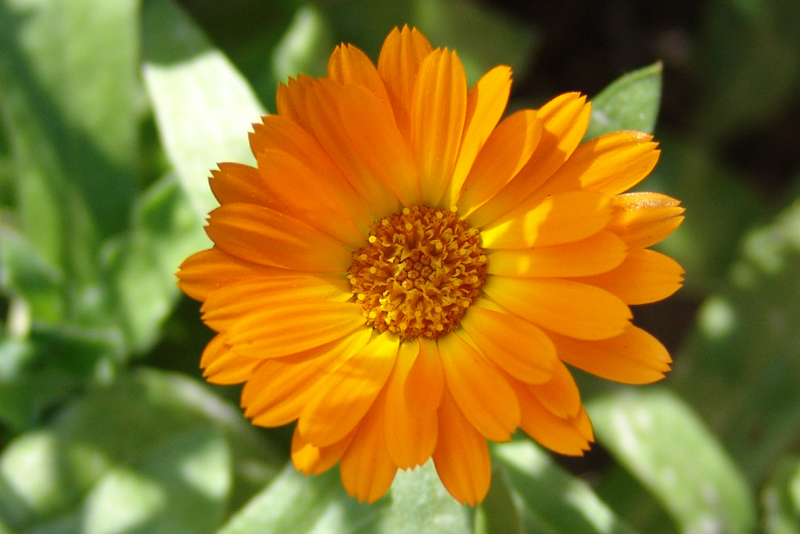
Einfacher Blütenstand von oben
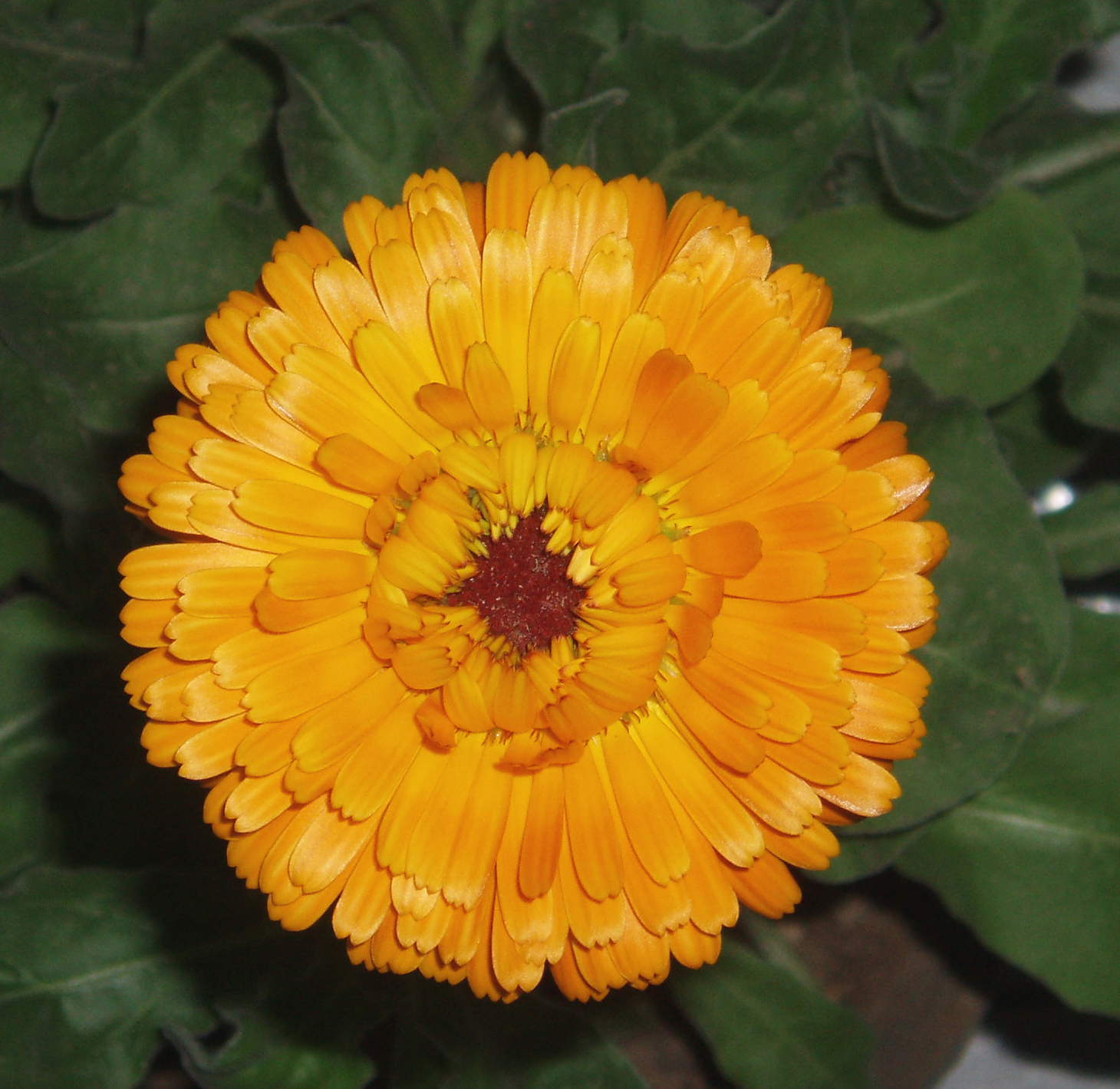
Gefüllter, gelber Blütenstand
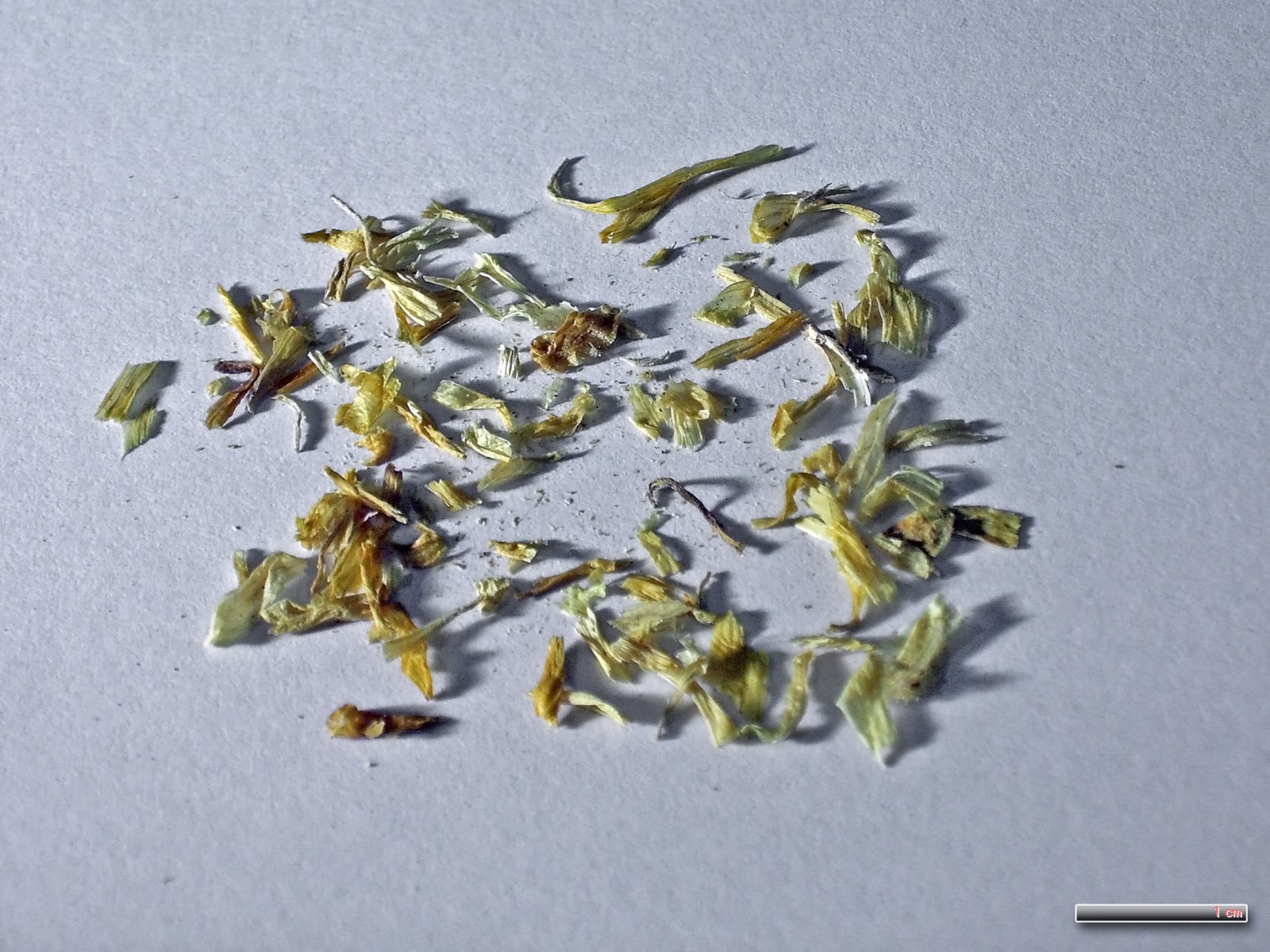
Ringelblume in Form der Blütendroge (Calendulae flos)
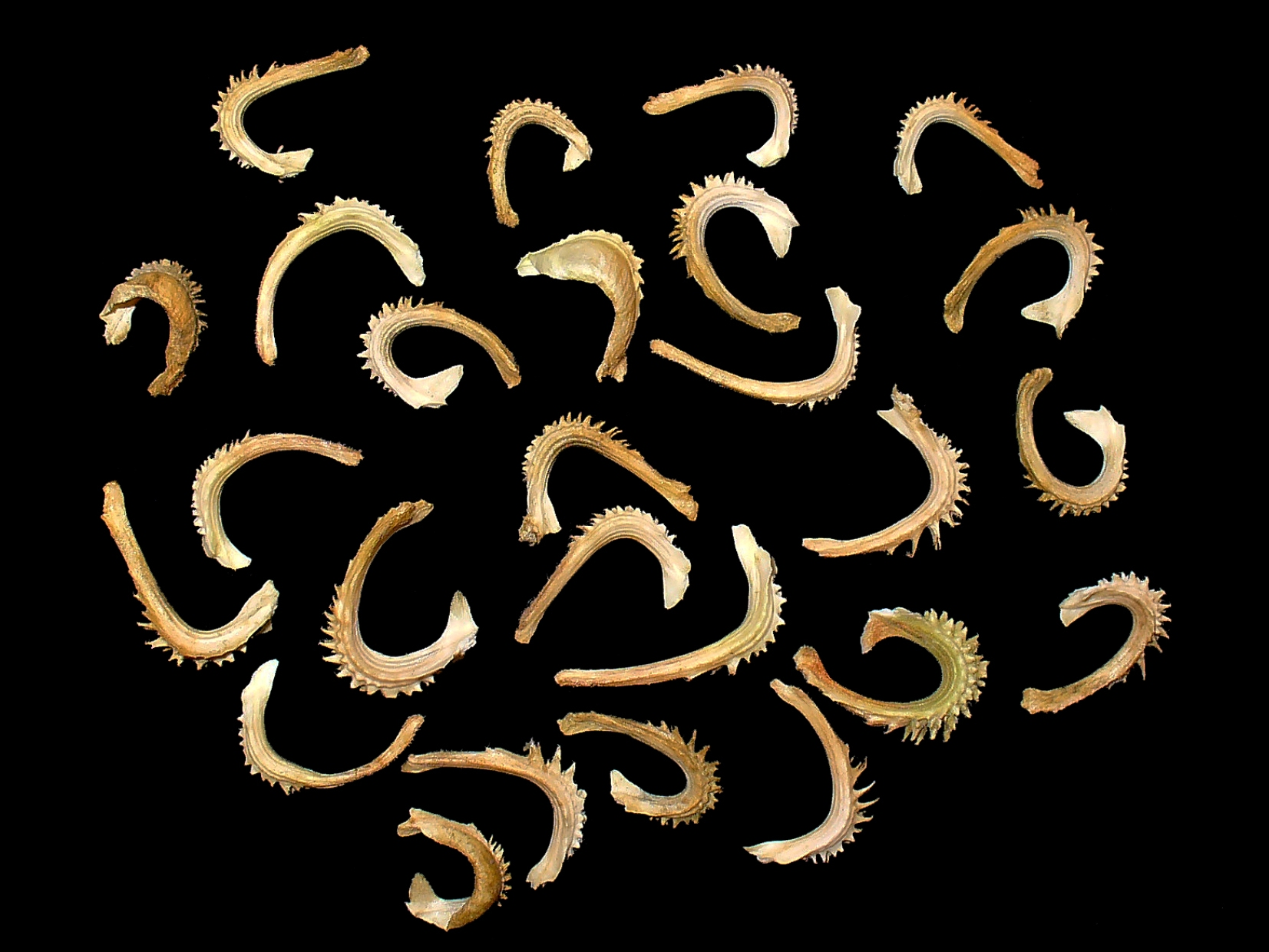
Früchte
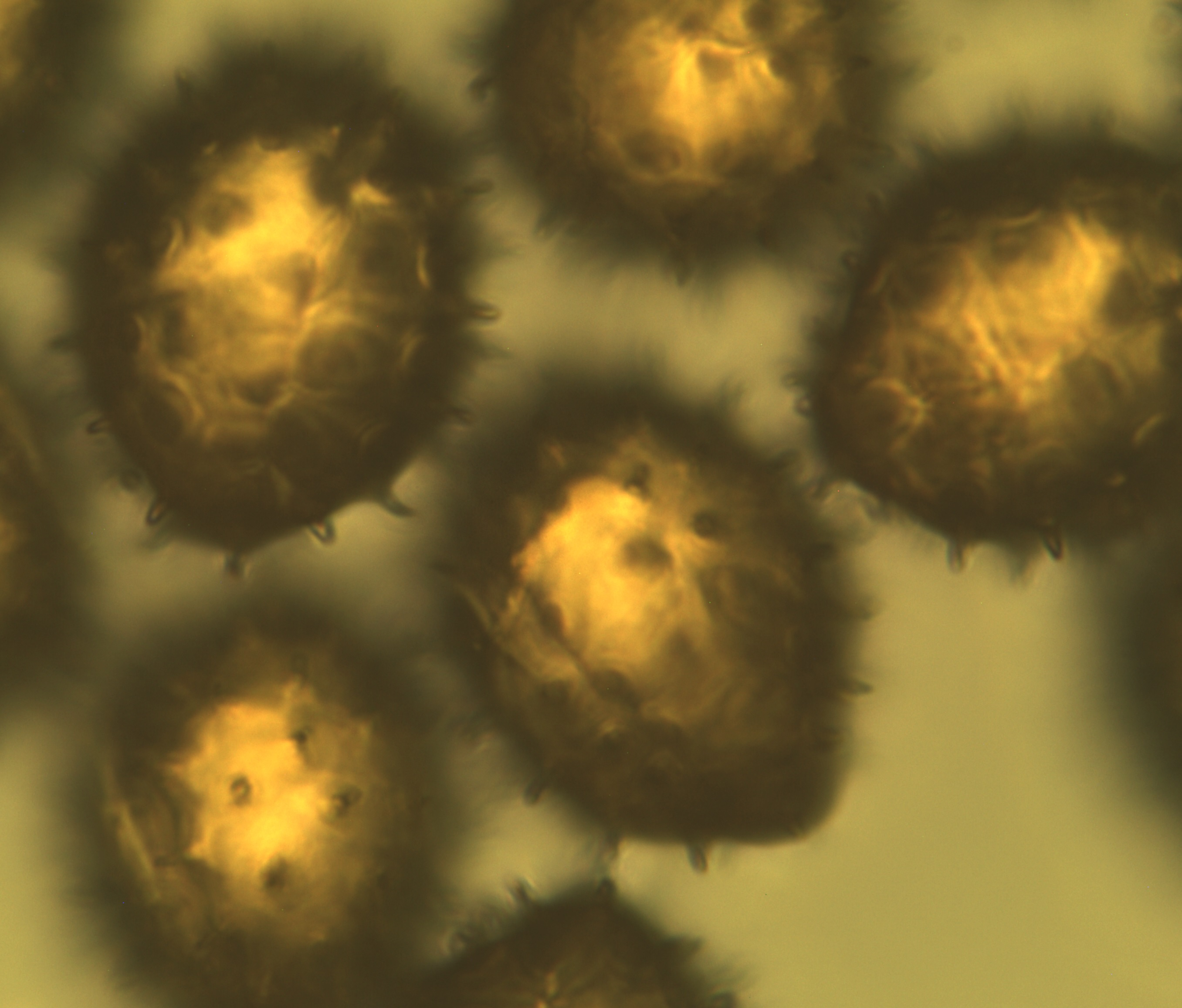
Pollen der Ringelblume (400×)

## Trivialnamen
Für die Ringelblume bestehen bzw. bestanden, zum Teil auch nur regional, auch die weiteren deutschsprachigen Trivialnamen: Bleschblommen (Siebenbürgen), Brügamsblom, Brüjamsblaum (Mecklenburg), Butterblume (Schlesien), Christusauge, Dannblaume (Göttingen), Donnblaume (Göttingen), Dotterblume (Schlesien), gäl Gölling (Mecklenburg), Gardryngele, Gartringele, Gelcken (Ostpreußen), Gilken (Ostpreußen, Schlesien), Göldeke, Gölling (Mecklenburg), Goldblome (mittelniederdeutsch), Goldblume (Westfalen, Schlesien, Mecklenburg), Goldbluome (mittelhochdeutsch), Goldeke (bereits 1483), Goldenblöme (Ostfriesland), Goldjenblome (Ostfriesland), Goltje (Ostfriesland), Gugelkopf, Haussonnenwirbel, Hunneblöme (Ostfriesland), Ingelbluoma (St. Gallen bei Sargans), Kolblum, Marienbloem (mittelniederdeutsch), Mergenbluome (mittelhochdeutsch), Morgenbluom (mittelhochdeutsch), Morgenröte, Muzelplüm (für Variante mit gewölbten Blättern, mittelhochdeutsch), Reggele (althochdeutsch), Rinderblume (Schweiz), Ringel und Ringele (mittelhochdeutsch), Ringela (mittelhochdeutsch), Ringelbusch (Franken), Ringeli (St. Gallen bei Werdenberg), Ringelken (Göttingen), Ringelkrut (mittelniederdeutsch), Ringella, Ringeln (Schwaben bei Kirchheim), Ringelplum (mittelhochdeutsch), Ringelrose (Weser, Schlesien), Ringerbe (mittelhochdeutsch), Ringila (althochdeutsch), Ringlibluma (St. Gallen bei Toggenburg), Ringula, Rintzeln (mittelhochdeutsch), Rynzele (althochdeutsch), Sonnenwende (Schlesien), Summerlowe (mittelhochdeutsch), Studentenblume (Mark Brandenburg), Todtenblume (Salzburg, Augsburg, Thüringen), Weckbröseln (Henneberg), Warzenkraut, Zunenwirvel, Kringel (Eichsfeld-Thüringen).
Im Englischen wird die Pflanze Marigold oder Mary’s Gold (dt. Marias Gold) genannt – ein Verweis auf die Nutzung der Blume im Rahmen der katholischen Marienverehrung.

## Aberglaube
Es ist die Blume, die man klassischerweise für die Frage Er liebt mich, er liebt mich nicht verwendet. Das Abpflücken der Blumen soll allerdings Gewitter heraufbeschwören.
Die Ringelblume soll sich auch zur Liebesweissagung im Traum verwenden lassen: Sie wird gemeinsam mit Sommerkräutern getrocknet, gemahlen und mit Honig und Essig zu einer Salbe verarbeitet. Junge Frauen trugen die Salbe auf, bevor sie zu Bett gingen, und riefen den Heiligen Lukas an, sie von ihrer großen Liebe träumen zu lassen.
Bei Bauern stand die Ringelblume in hohem Ansehen, weil sich mit ihrer Hilfe angeblich das Tageswetter voraussagen lässt. Sind die Blüten zwischen 6 und 7 Uhr bereits geöffnet, so verspreche dies einen schönen, sonnigen Tag. Sind sie jedoch nach 7 Uhr noch geschlossen, so müsse mit Regen gerechnet werden.

## Geschichte

### Antike
Ob Calendula officinalis im Altertum schon bekannt war, ist ungeklärt. In Gustav Hegis  Illustrierter Flora von Mitteleuropa aus dem Jahr 1929 wird diesbezüglich ausgeführt, dass das Klymenon des Theophrast und Dioskurides sowie die Caltha des Columella, Plinius und Vergil sich auch auf die Art Calendula arvensis beziehen könnten. Ebenso sind die Arten Taraxacum officinale und Cichorium intybus nicht auszuschließen. Aus den Klostergärten zur Zeit Karl des Großen ist eine Kultivierung nicht belegt.
Die ersten belastbaren schriftlichen Nachweise zur Verwendung der Ringelblume als Heilpflanze stammen aus dem 12. Jahrhundert, so von Hildegard von Bingen, die sie unter dem Namen „Ringula“ zur Behandlung von Verdauungsstörungen und Ekzemen empfiehlt.
Die Erwähnung der Calendula bei von Bingen kann als Hinweis gewertet werden, dass die Pflanze schon im 12. Jahrhundert in der Volksmedizin genutzt wurde.

### Mittelalter
In den Hildegard von Bingen zugeschriebenen Physica-Manuskripten des 13. bis 15. Jahrhunderts wurde eine Pflanze mit dem Namen ringula als innerlich giftwidrig wirkendes Mittel beschrieben. Mit dem Schwarzen einer Speckschwarte zu einer Salbe bereitet sollte sie äußerlich gegen „grint am Kopf“ wirksam sein. Die äußerliche Anwendung der „ringelblumen“ gegen „warzen“ und gegen „haupt flecken“ wurde auch im 15. Jahrhundert im Alemannischen Kräuterbuch (Cod. S. 386) empfohlen.
In einer 1200 entstandenen erweiterten Circa-instans-Fassung (in der Urfassung wird die Ringelblume nicht erwähnt), erreichbar in der aus Frankreich oder Italien stammenden Handschrift der Breslauer Stadtbibliothek Nr. 1302 (seit 1945 verschollen), existiert ein Kapitel zur „Kalendula“, das als Nachtrag zu Sponsa solis (Cichorium intybus L.) angeführt wurde. In der Folge wurde die Ringelblume regelmäßig in den weiteren Circa-instans-Fassungen behandelt.
Im Deutschen Macer, einem weitverbreiteten Kräuterbuch des 13. Jahrhunderts, wurde eine Pflanze mit den Namen solis sponsa bzw. „ringel“ erwähnt. Nach der Säftelehre sollte sie „kalt und trocken“ sein, den Magen stärken, giftwidrig wirken und die Menstruation anregen.
In dem Michael Puff zugeschriebenen Büchlein von den ausgebrannten Wässern wurde das aus «ringel» gebrannte Destillat gegen „gebrechen der Augen“ und gegen „alle siechtagen des haupts“ empfohlen. Hieronymus Brunschwig übernahm diese Angaben in das Kapitel ringel blumen wasser seines Kleinen Destillierbuchs (1500).
Eine sichere Zuordnung der Namen „Kalendula“ (bzw. lateinisch Calendula) und „Ringelblumen“ zur Art Calendula officinalis L. wurde durch eine Aquarell-Abbildung im Kräuterbuch des Vitus Auslasser (1479) und durch eine Holzschnitt-Abbildung im Gart der Gesundheit (1485) möglich. Die Ringelblume wurde im Text des Gart der Gesundheit irrtümlich als Caput monachi („Mönchskopf“) benannt, eine Bezeichnung, die zur damaligen Zeit auch mit dem Löwenzahn (Taraxacum officinale) assoziiert war.
Forschungen ergaben, dass der Text nicht auf die Ringelblume bezogen war, sondern auf den (wie die Ringelblume lateinisch gelegentlich auch als capparus bezeichneten) Kapernstrauch (Capparis spinosa), wobei der Autor die diesbezüglichen Angaben aus dem Circa instans übernommen hatte. Ein Indiz dafür ist, dass im Gart der Gesundheit vor allem die Anfang Mai gesammelte Rinde der Pflanze im Fokus steht, die zu finden bei der Ringelblume zu dieser Zeit wohl schwerlich möglich ist. Dies hatte zur Folge, dass die Rinde der Ringelblume in den folgenden zwei Jahrhunderten regelmäßig Bestandteil diverser Rezepte war.

### Neuzeit
In der ersten Hälfte des 16. Jahrhunderts (frühe Neuzeit) wurde die Ringelblume als Zierpflanze in Gärten von Brunfels beschrieben.
In der ersten Hälfte des 19. Jahrhunderts wurde die Anwendung von Zubereitungen aus Ringelblumen bei der Behandlung von Brust- und Gebärmutterkrebs kontrovers diskutiert (Westring, Siebold, Osann).
Die Kommission E des ehemaligen Bundesgesundheitsamtes veröffentlichte am 13. März 1986 eine (Positiv-)Monographie für Ringelblumenblüten zur inneren Anwendung bei Veränderungen der Mund- und Rachenschleimhaut und zur äußeren Anwendung bei schlecht heilenden Wunden, sowie am 14. Juli 1993 eine (Negativ-)Monographie für Ringelblumenkraut.

### Historische Abbildungen

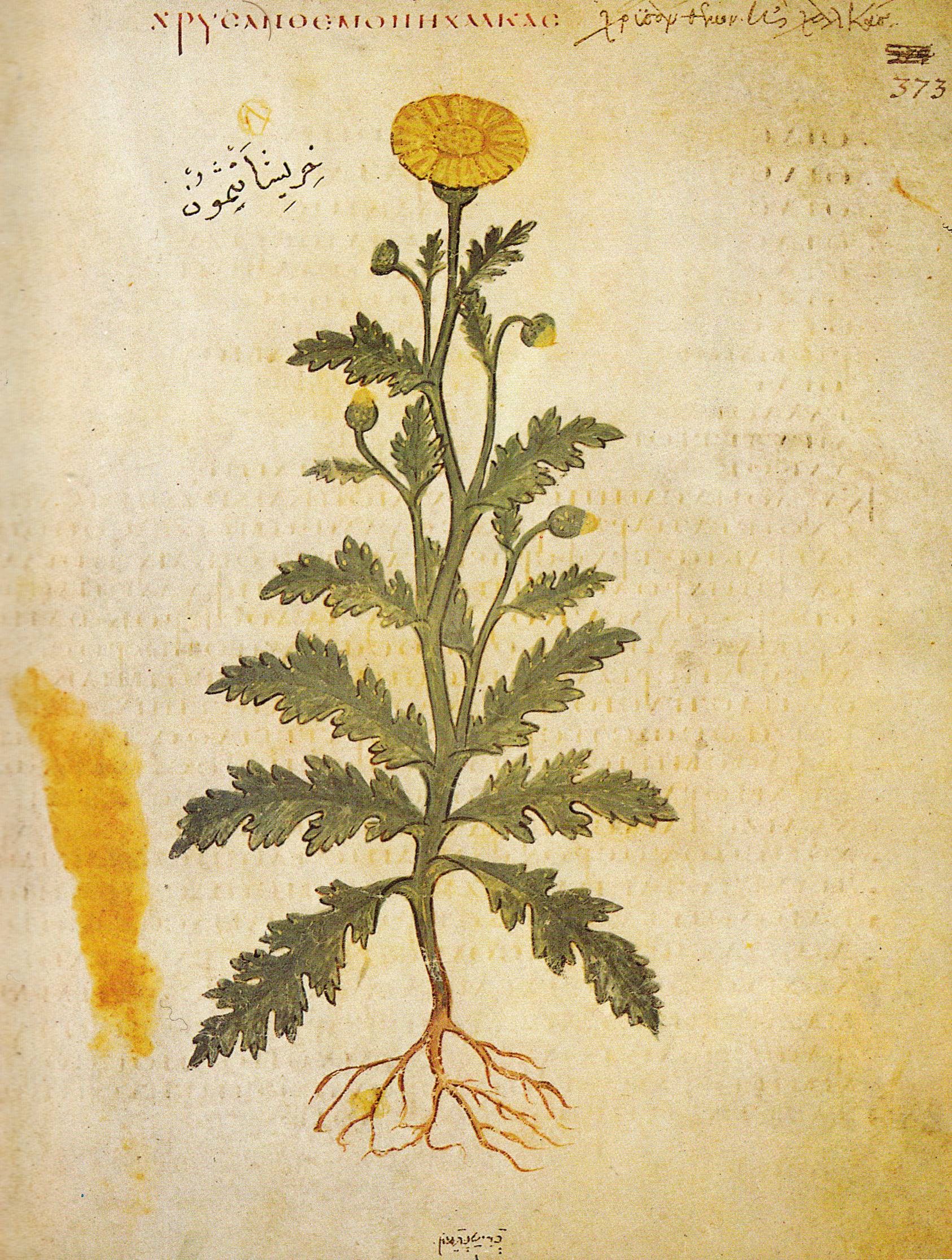
Wiener Dioskurides ….. 6. Jahrhundert
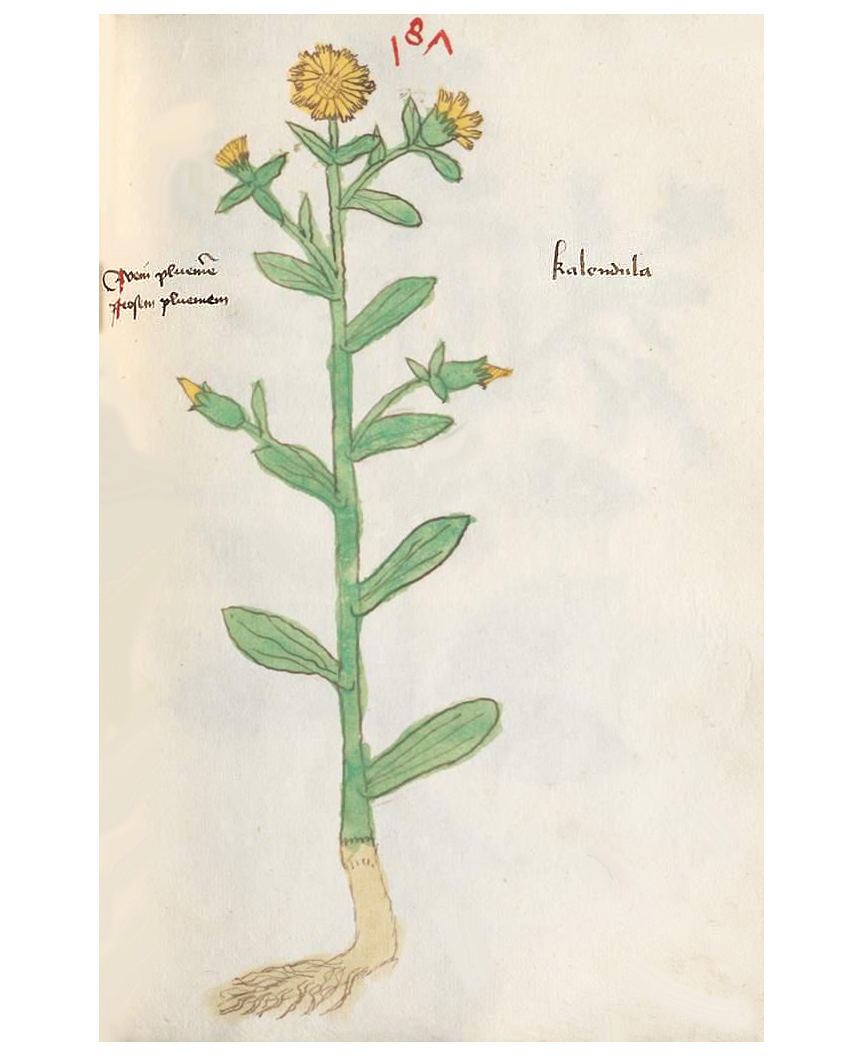
Vitus Auslasser 1479
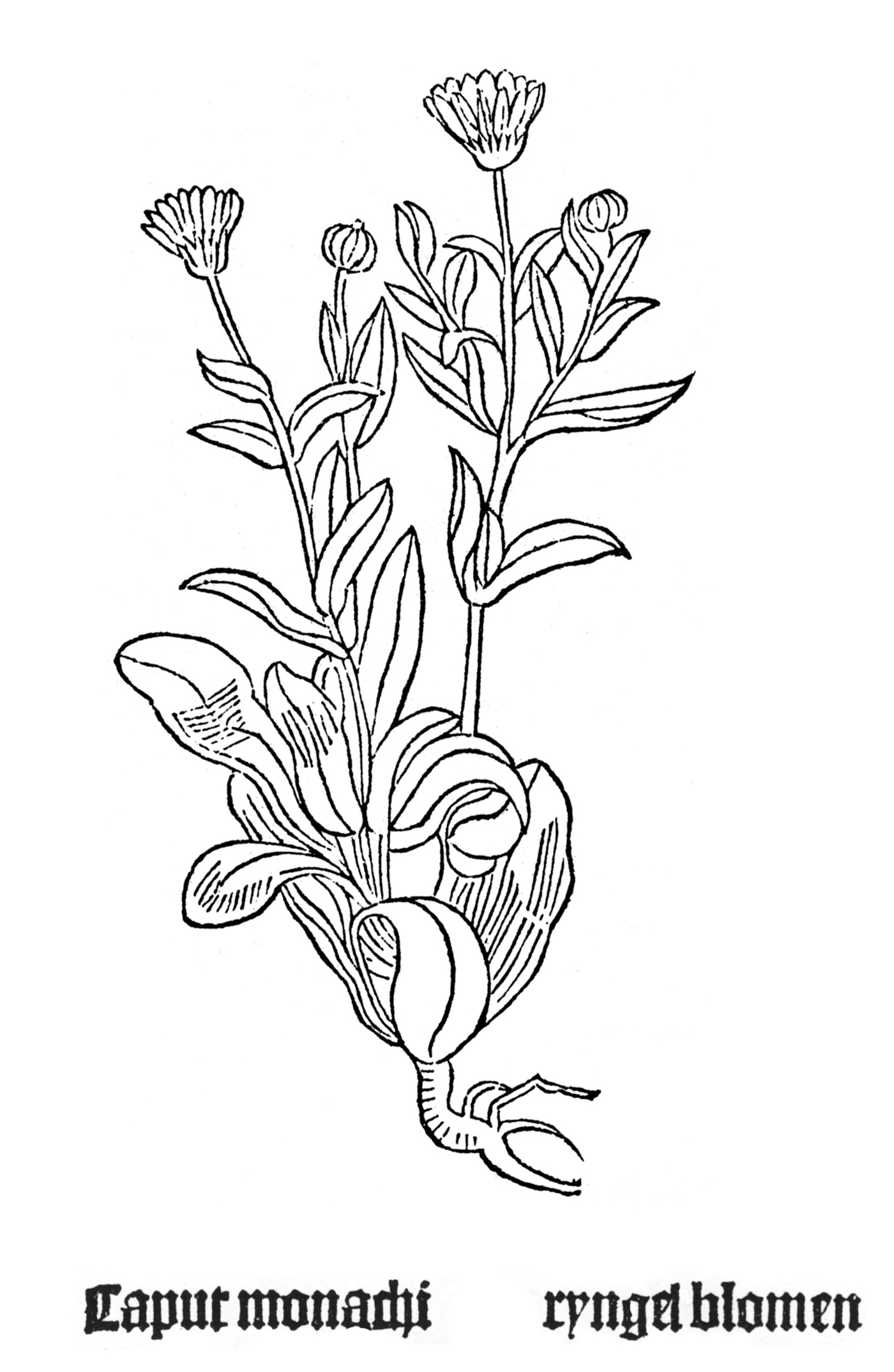
Gart der Gesundheit 1485
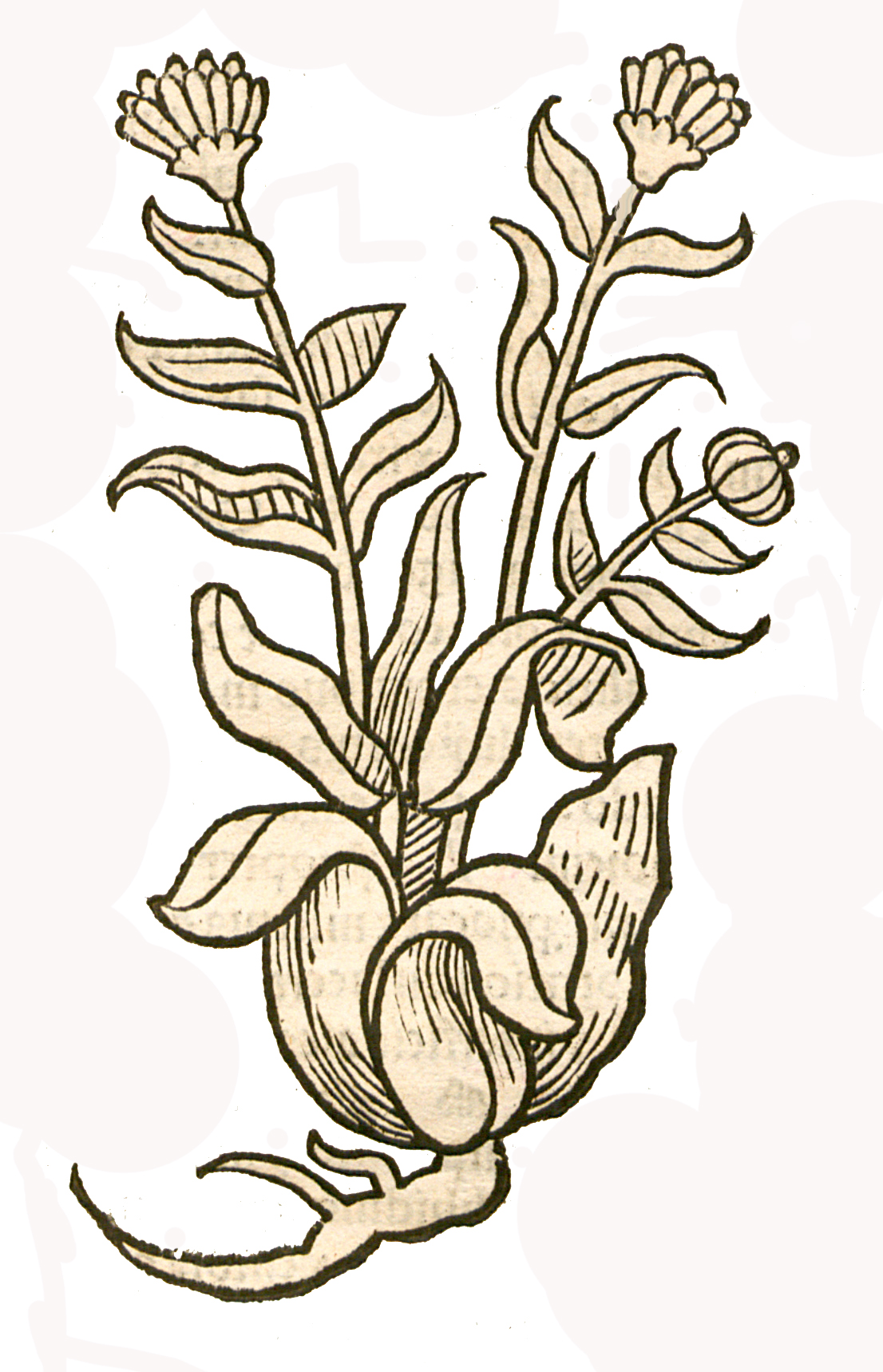
Hortus sanitatis 1491 zum Kapitel „Cordumenum“ (I/139)
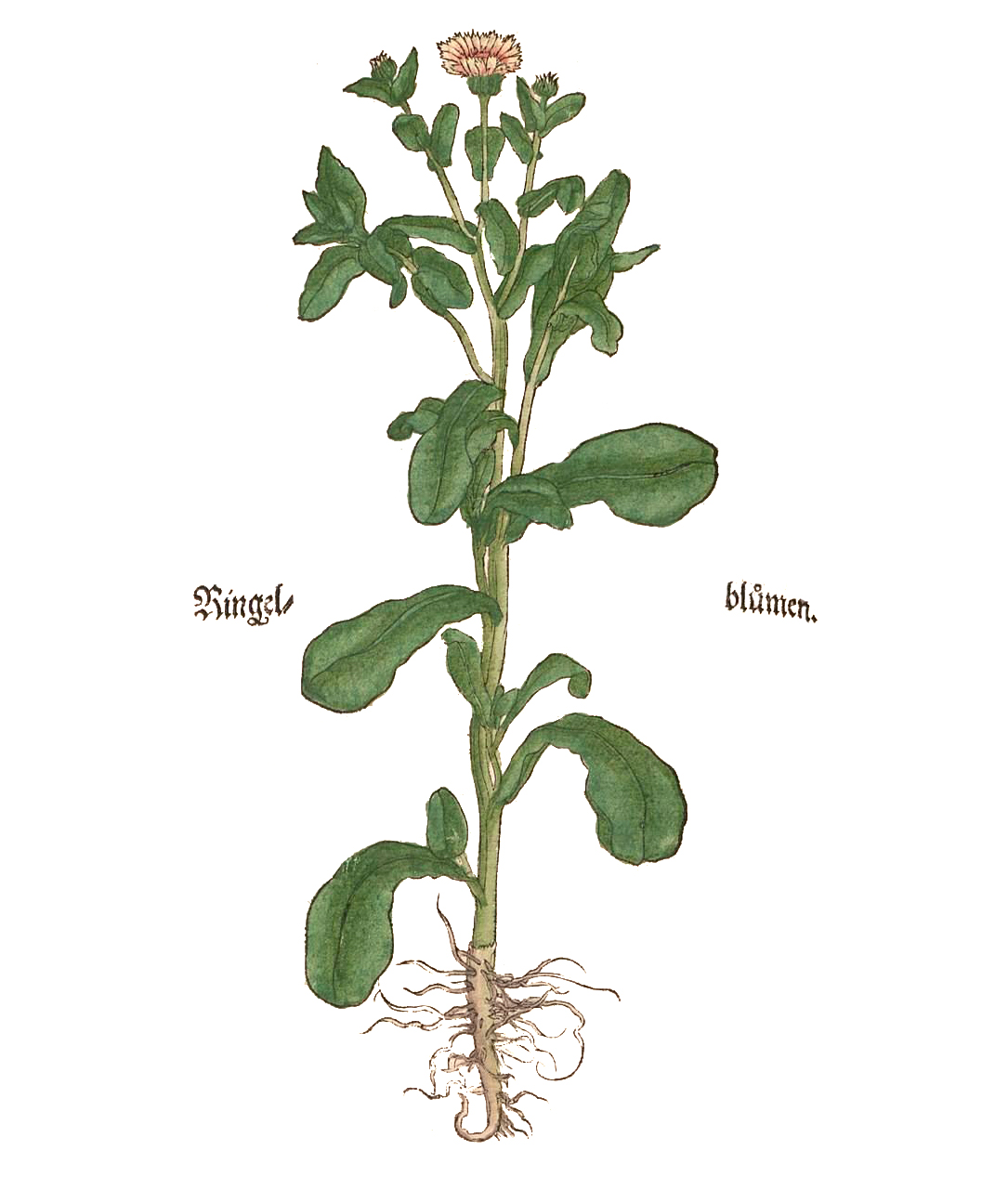
Otto Brunfels 1532
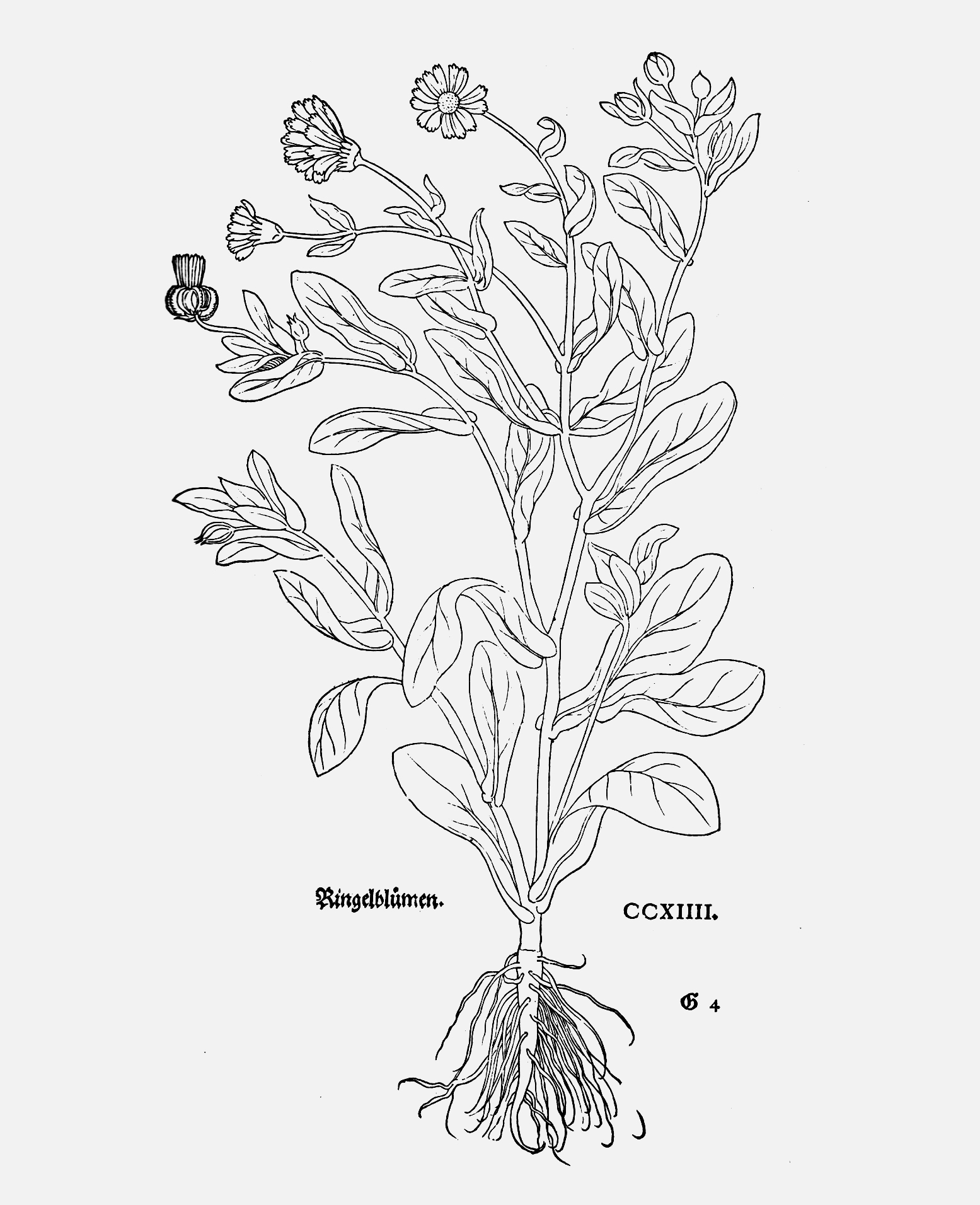
Leonhart Fuchs 1543
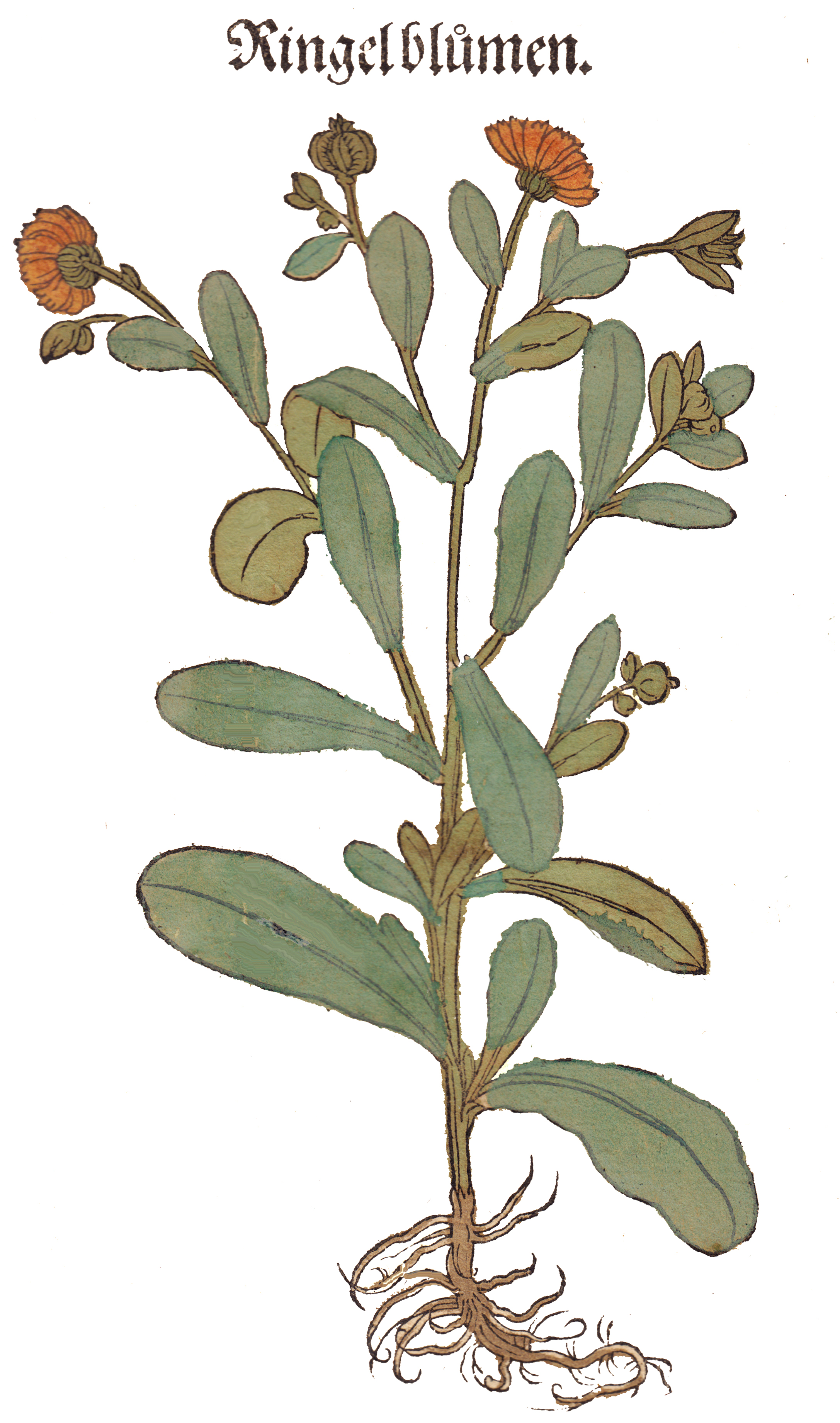
Hieronymus Bock 1546
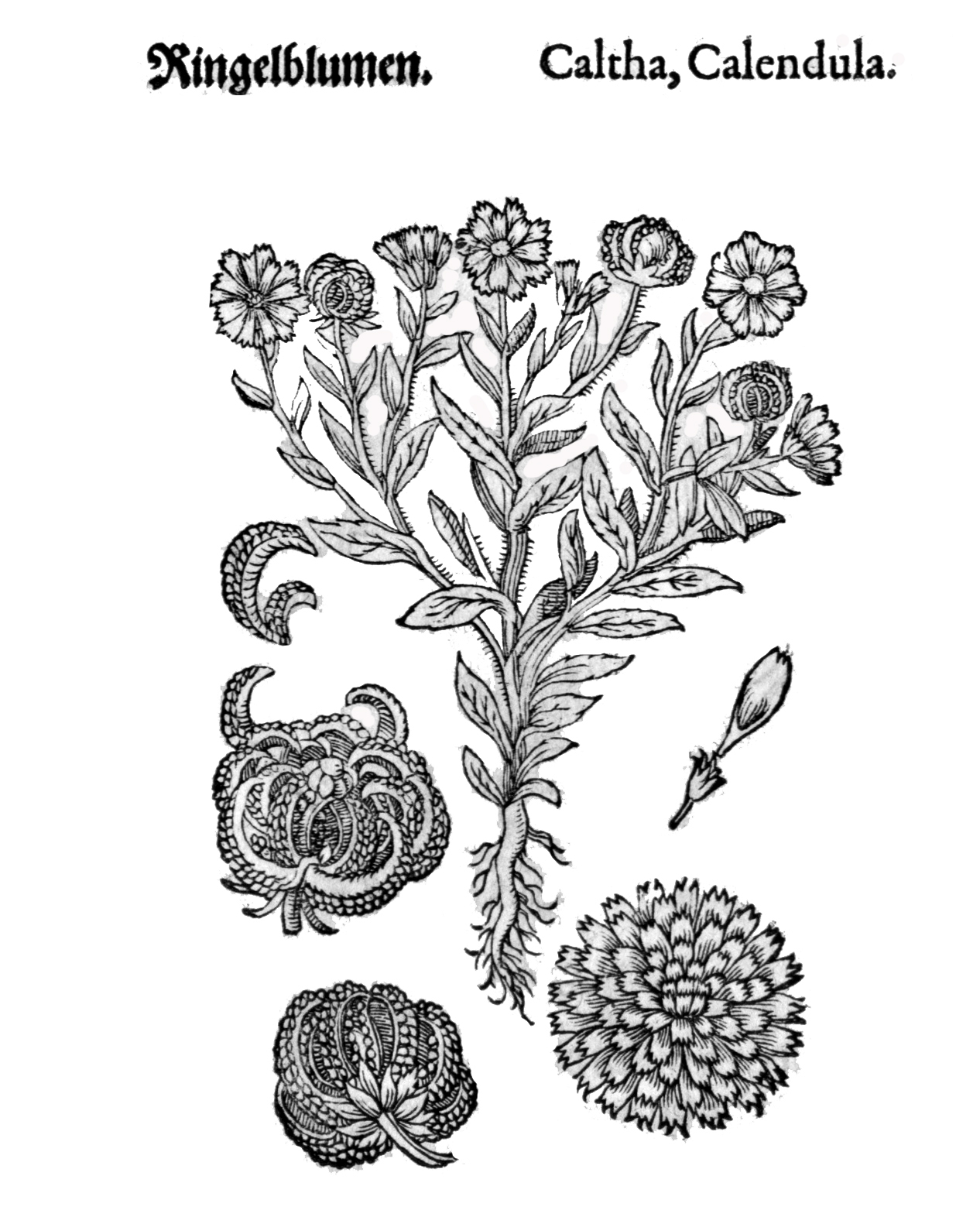
Mattioli / Handsch / Camerarius 1586

## Weiterführende Literatur
- Otto Isaac: Die Ringelblume. Botanik, Chemie, Pharmakologie, Toxikologie, Pharmazie und therapeutische Verwendung. Wissenschaftliche Verlagsgesellschaft, Stuttgart 1992, ISBN 3-8047-1227-4.
- David I. Macht: Calendula or Marigold in medical history and in Shakespeare. In: Bulletin of the History of Medicine. 29, 1955, S. 491–502.